# Горбушин, Леонид Николаевич
Леонид Николаевич Горбушин (8 ноября 1952, дер. Лудошур, Глазовский район, Удмуртская АССР) — советский биатлонист. Чемпион (1979) и неоднократный призёр чемпионата СССР по биатлону в гонке патрулей. Мастер спорта СССР (1977).

## Биография
Представлял спортивный клуб «Прогресс» и город Глазов Удмуртской АССР. Воспитанник тренера Александра Семёновича Булдакова. На общесоюзных соревнованиях представлял спортивное общество «Профсоюзы».
В 1976 году становился серебряным призёром первенства ЦС ФИС (ДСО «Профсоюзы») в эстафете, а также чемпионом Удмуртской АССР в эстафете, представляя глазовский «Прогресс». Чемпион Удмуртии 1976 года в спринте и индивидуальной гонке по летнему биатлону.
В феврале 1977 года стал победителем первенства ЦС ФИС (ДСО «Профсоюзы») в эстафете в составе команды глазовского «Прогресса», а в индивидуальной гонке занял третье место. По результатам этих соревнований включён в сборную ДСО «Профсоюзы», вместе с товарищем по клубу Рафаилом Шакировым. В апреле 1977 года в Мурманске завоевал бронзовую медаль чемпионата СССР по биатлону в гонке патрулей в составе профсоюзной сборной.
Чемпион РСФСР 1977 и 1979 годов в эстафете в составе сборной Удмуртии, в 1980 году стал бронзовым призёром в этом виде программы. В декабре 1978 года занял четвёртое место на соревнованиях «Ижевская винтовка» в индивидуальной гонке. Неоднократный призёр зимних и летних первенств ДСО «Профсоюзы».
В 1979 году стал чемпионом СССР в гонке патрулей в составе сборной Профсоюзов. В 1982 году стал серебряным призёром чемпионата СССР в этой же дисциплине, команда (ЦС ФИС) выступала под названием «Труд».
В декабре 1984 году на соревнованиях в рамках «Ижевской винтовки» стал бронзовым призёром в гонке патрулей.
После окончания биатлонной карьеры занимался городками, участвовал в чемпионатах России по этому виду спорта. Работал на Чепецком механическом заводе (ЧМЗ) в Глазове. Принимает участие в ветеранских соревнованиях по биатлону.